# 필 하트먼
필 하트먼(Phil Hartman, 1948년 9월 24일 ~ 1998년 5월 28일)은 미국, 캐나다의 배우이다. 1998년 5월 28일, 로스앤젤레스 자택에 있는 침실에서 침대에 누워 몇 발이나 총격을 받아 죽어있는 채로 발견되었다. 같은 침실에서 여배우이던 아내 브린도 스스로 머리에 총을 쏘고 죽어있는 형태로 발견되어, 경찰 당국은 하트먼은 브린에 의해 총살됐다고 발표했다.

## 출연 작품
- 콘헤드 대소동
- 말뚝상사 빌코
- 솔드 아웃
- 데이트 소동